# Calapterote butleri
Calapterote butleri är en fjärilsart som beskrevs av Holland 1900. Calapterote butleri ingår i släktet Calapterote och familjen Eupterotidae. Inga underarter finns listade i Catalogue of Life.